# Lynher
Le Lynher est un petit cargo fluvial de type barge de Tamar.
Le navire a été abandonné dans la boue d'une carrière sur la rivière Lynher en 1952. Il a été récupéré pour être restauré en 1989. Il est classé bateau historique depuis 1993 par le National Historic Ships et au registre du National Historic Fleet.